# マルガレータ・フォン・シュタウフェン
マルガレータ・フォン・シュタウフェン（Margaretha von Staufen, 1237年末 - 1270年8月8日）は、ホーエンシュタウフェン家出身のシチリア王女で、テューリンゲン方伯アルブレヒト2世（後にマイセン辺境伯）妃。

## 生涯
マルガレータは神聖ローマ皇帝フリードリヒ2世とその3番目の妃イザベラ・オブ・イングランドとの間の娘である。1242年にテューリンゲン方伯アルブレヒト2世と婚約し、マルガレータの持参金としてプライセンラント（アルテンブルク、ツヴィッカウなど）が与えられた。結婚式は1254年から1256年の間に行われ、夫妻は最初エッカルツベルガのエッカルツブルク城に住み、その後ヴァルトブルク城に移り住んだ。
夫アルブレヒト2世がクニグンデ・フォン・アイゼンベルクを愛妾とすると、マルガレータは1270年6月24日にヴァルトブルクを去ったが、その際にマルガレータは息子フリードリヒ1世の頬を噛んだといわれ、このときよりフリードリヒは噛跡公（der Gebissene）と呼ばれるようになったという。マルガレータは最初クライエンブルクに向かったが、そこからクロイツベルク修道院（現フィリップスタール）に移り、後にフルダに向かった。
最終的にマルガレータはフランクフルト・アム・マインに移ってヴァイスフロイエン教会に住んだが、その後まもなくして死去した。第二次世界大戦で破壊されたヴァイスフロイエン教会を1953年に取り壊す際に発掘が行われ、約70の墓が確認されたが、マルガレータの墓は発見できなかった。

## 子女
- ハインリヒ（1256年3月21日 - 1282年1月25日から7月23日の間） - プライセンラントの相続人、シレジアで行方不明となった。
- フリードリヒ1世（1257年 - 1323年） - マイセン辺境伯、チューリンゲン方伯
- ディートリヒ4世（ディーツマン）（1260年頃 - 1307年） - ラウジッツ辺境伯、チューリンゲン方伯
- アグネス（1264年以前 - 1332年9月以降） - ブラウンシュヴァイク＝グルーベンハーゲン侯ハインリヒ1世と結婚